# Imno (powiat kamieński)
Imno – wieś w Polsce położona w województwie zachodniopomorskim, w powiecie kamieńskim, w gminie Golczewo.
W latach 1975–1998 miejscowość należała administracyjnie do województwa szczecińskiego.
W Imnie znajduje się największa w Polsce stadnina kuców szetlandzkich.
Imno jest również siedzibą Polskiego Towarzystwa Kuce Szetlandzkie, które prowadzi Polską Księgę Stadną Kuców Szetlandzkich i jest członkiem Międzynarodowego Komitetu ds. Hodowli Kuców Szetlandzkich (ISPC).
1,3 km na północny zachód od wsi położone jest jezioro Lubcz oraz Małe Jeziorko.